# Бойки (Рогатинская городская община)
Бойки (укр. Бойки) — село в Рогатинской городской общине Ивано-Франковского района Ивано-Франковской области Украины.
Население по переписи 2001 года составляло 16 человек. Занимает площадь 1,462 км². Почтовый индекс — 77074. Телефонный код — 03435.